# Antoni Pieczerski
Antoni Pieczerski, również Antoni Kijowsko-Pieczerski (cs. преподобный Анто́ний Пече́рский, начальник всех русских монахов; ur. ok. 963 lub 983 w Lubeczy koło Czernihowa, zm. 10 lipca lub 27 maja 1073 w Kijowie) – założyciel Ławry Peczerskiej, święty mnich (cs. преподобный), asceta, pustelnik, święty Kościoła prawosławnego i Kościoła katolickiego.

## Życie

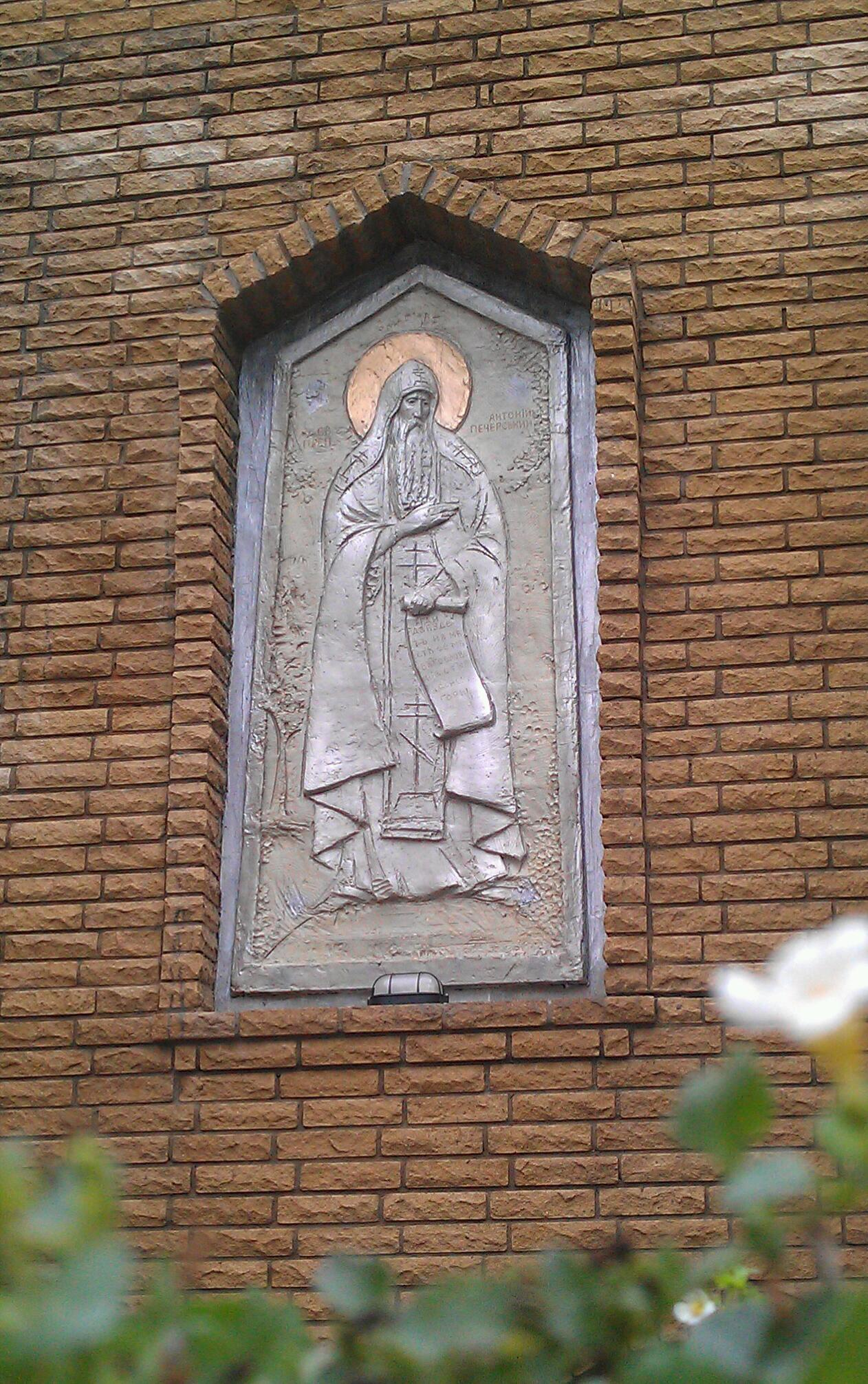
Św. Antoni Pieczerski, wejście do jaskini w Lubeczu (2012) G.Jerszow

Informacje o życiu św. Antoniego pochodzą z Powieści minionych lat (ok. 1051) oraz z Żywota św. Teodozjusza Pieczerskiego z XII wieku. W latach 70. lub 80. XI w. powstał żywot samego Antoniego, który był znany jeszcze w XIII w., następnie jednak zaginął, a jego treść znana jest fragmentarycznie.
Według wymienionych źródeł, Antoni Pieczerski nosił imię świeckie Antip i był synem bojara z Lubecza. W młodości odkrył w sobie zamiłowanie do życia pustelniczego. Udał się do Kijowa, gdzie zamieszkał w pieczarze zajmowanej przez mnicha Hilariona przed wyborem na metropolitę kijowskiego. Następnie opuścił Ruś i wyjechał na Athos (wersję taką przekazywał zaginiony żywot) lub tylko do Bułgarii.
Do Kijowa wrócił najpewniej ok. 1032 i zamieszkał w pieczarze nad Dnieprem, prowadząc surowe życie ascetyczne. Szybko zaczęli przyłączać się do niego uczniowie. Gdy było ich dwunastu, Antoni wyznaczył na przełożonego wspólnoty mnicha Warłaama, sam zaś kontynuował życie pustelnicze w pieczarze, której nie opuszczał przez kolejne 40 lat, nadal jednak udzielał duchowych rad i pouczeń.
Tak założono Monaster Kijowsko-Pieczerski, zwany później Ławrą Peczerską. Jej główny założyciel św. Antoni rozpoczął nowy nurt w życiu mniszym nacechowany nieustanną pracą, wstrzemięźliwością, umartwianiem ciała, czuwaniem i modlitwą.
Antoni uprosił księcia kijowskiego, aby podarował wspólnocie całą górę, dzięki czemu w okresie późniejszym mogła tu powstać ławra. Po ustąpieniu Warłaama, starzec wyznaczył na jego następcę św. Teodozego Kijowsko-Pieczerskiego.
Święty Antoni Kijowsko-Pieczerski posiadał dar czynienia cudów. Jego modlitwy sprawiały, że licznie przybywający chorzy otrzymywali uzdrowienie.
Zmarł w wieku dziewięćdziesięciu lat. Jego ciało pogrzebano w Ławrze Kijowsko-Pieczerskiej. Uważany jest za ojca życia monastycznego na Rusi.

## Kult
Jego kult nie ogranicza się jednak tylko do słowiańskiego obszaru kulturowego. Uważany jest za jednego z największych ruskich świętych. Wspominany jest również przez katolickich wyznawców.
Dzień obchodów
Wspomnienie liturgiczne w Kościele greckokatolickim i prawosławnym, z uwagi na liturgię według kalendarza juliańskiego, obchodzone jest:
- 10/23 lipca[a], tj. 23 lipca według kalendarza gregoriańskiego,
- 2/15 września (ze św. Teodozym Kijowsko-Pieczerskim), tj. 15 września,
- 28 września/11 października, tj. 11 października (Sobór Świętych Kijowsko-Pieczerskich Spoczywających w Bliższych Pieczarach).

Rzymskokatolicy wspominają św. Antoniego 7 maja za Martyrologium Rzymskim.
Ikonografia
W ikonografii święty ukazywany jest w szatach mnicha wielkiej schimy, zwykle z prawą ręką uniesioną na znak błogosławieństwa. Ma długą, siwą brodę, rozdwajającą się na końcu. Przeważnie w lewej ręce trzyma rozwinięty zwój ze słowami pouczenia. Przedstawiany jest też na ikonie „Soboru świętych Kijowsko-Pieczerskich” oraz ze św. Teodozym Kijowsko-Pieczerskim, m.in. na Kijowsko-Pieczerskiej Ikonie Matki Bożej, gdzie stoją po obu stronach tronu, na którym zasiada Bogurodzica z Dzieciątkiem. Na tym obrazie Antoni trzyma zwój z napisem: Panie, niech na miejscu tym spocznie błogosławieństwo Świętej Góry Atos.